# HD 60275
HD 60275，又名BD+10 1563，SAO 97021、HR 2893，是一颗恒星，视星等为6.28，位于銀經208.18，銀緯14.21，其B1900.0坐标为赤經7h 28m 34.6s，赤緯+10° 14.21′ 4″。